# Övre sjön

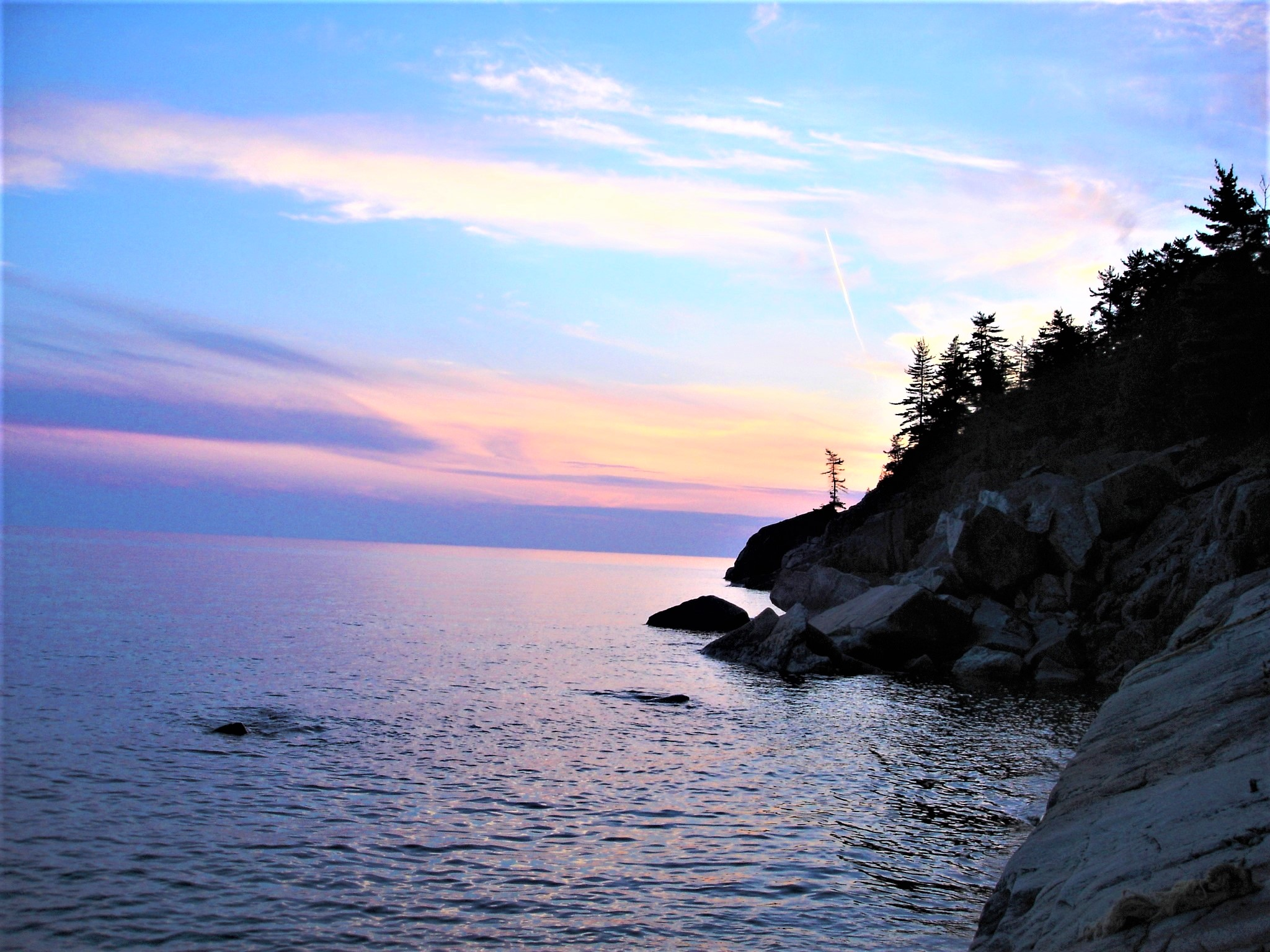
Lake Superior Provincial Park

Övre sjön (engelska: Lake Superior, franska: Lac Supérieur) är den största av Nordamerikas stora sjöar. Det är den största sötvattensjön i världen räknat på yta. (Bajkalsjön i Sibirien har större volym och Kaspiska havet är större men innehåller saltvatten.) Övre sjöns yta är med sina 82 000 km² större än Tjeckien. Största längd är 563 km och bredd 257 km. Medeldjupet är 149 m med ett största djup på 406 m. Sjön innehåller 12 232 km³ vatten. Övre sjöns stränder har en total längd av 4 393 km, inräknat öar. 
Övre sjön gränsar till Ontario i Kanada och Minnesota, Wisconsin och Michigan i USA. Den är en viktig transportled för järnmalm och en del av Great Lakes Waterway. 

Stora sjöarna med Övre sjön markerad i mörkblått.

Över 200 floder har sitt utlopp i Övre sjön, varav de största är Nippigon River, St Louis River, Pigeon River, Pic River, White River, Michipicoten River och Kaministsquia River. 
Viktiga städer längs Övre sjön är Duluth, Thunder Bay, Marquette, Sault Ste. Marie, Ontario och Sault Ste. Marie, Michigan.
Sjön fick från början namnet Lac Supérieur av sina franska upptäckare eftersom den är den översta av de Stora sjöarna.
De omgivande landområdena har visat sig innehålla stora fyndigheter av koppar, järn, silver, guld och nickel. Många av städerna runt sjön är eller har varit stora gruvstäder eller medverkat till att förädla eller transportera metallerna. Numera erbjuder de i mycket orörda stränderna runt sjön ett populärt mål för turister, vilket gjort att mer och mer sysselsättning förskjutits från gruv- till turistindustrin.
Den största ön i Övre sjön är Isle Royale.